# Janet Sue Fender
Pour les articles homonymes, voir Fender (homonymie).
Janet Sue Fender est une opticienne et physicienne américaine. Elle a été présidente de l’Optical Society of America en 1997, la troisième femme depuis la création de la société à atteindre ce niveau de distinction. Elle est senior executive à l'United States Air Force, conseiller scientifique au commandant et command chief scientist à la direction des forces de combat aérien (ACC) sur la Langley Air Force Base.

## Biographie
Fender a suivi des études jusqu'à l'université. Là, grâce à l'une de ses professeurs ayant obtenu une bourse de la part de la National Science Foundation pour donner des cours de physique à une classe uniquement féminine, elle entre dans cette classe d'une quinzaine d'étudiantes. Elle a obtenu en 1974 son Bachelor's degree d'astronomie et de physique à l'université de l'Oklahoma, puis a poursuivi les cours à l'université de l'Arizona où elle décroche un MSc en sciences optiques en 1978 et un Phd en sciences optiques en 1981. Dès ses débuts dans le monde du travail, elle n'a pas ressenti de discrimination à l'embauche, sauf à une occasion où l'entretien lui avait été proposé pour un emploi avec l'avertissement que le groupe de chercheurs à rejoindre ne verrait pas d'un bon l'arrivée d'une femme qui plus est jeune.
Fellow de la SPIE elle en a été gouverneur de la société pendant deux mandats et a présidé à plusieurs conférences, dont l'assemblée annuelle de la SPIE.
À partir de 1986 et jusqu'en 1989, elle conseille le gouverneur du Nouveau-Mexique sur le domaine des sciences,.
Fender s'est mariée avec le professeur Leonard John Otten avec qui elle a eu deux filles[réf. à confirmer].

## Hommage
Pour son travail sur les optiques à ouvertures multiples, elle a reçu le prix Crozier, et en 1987, le Secrétaire de la Défense Caspar Weinberger l'a nommée DOD Woman scientist of the year.
Une planète mineure a été nommée en son hommage. La planète « (48628) Janetfender » a été découverte le 7 septembre 1995 par le AMOS. Janet Fender, à l'époque directrice scientifique du conseil d'administration des véhicules spatiaux aux laboratoires de recherche de l'Air Force, a aidé à mettre en place le programme AMOS et de ce fait, la planète a été nommée en son hommage.
Le 20 février 2009, elle a reçu le prix de Distinguished Alumni de l'université d'Oklahoma.